# Akvilė Andriukaitytė
Akvilė Andriukaitytė (* 9. März 2000) ist eine litauische Sprinterin.

## Sportliche Laufbahn
Sie machte das Abitur am Raimundas-Sargūnas-Sportgymnasium in Panevėžys und studierte bei VTDK in Antakalnis der litauischen Hauptstadt Vilnius. Ab 2022 arbeitete sie als Kundenberaterin im polnischen Sportland-Fachgeschäft im PC Panorama in Saltoniškės. 
Erste internationale Erfahrungen sammelte Akvilė Andriukaitytė bei den 2016 erstmals ausgetragenen Jugendeuropameisterschaften in Tiflis, bei denen sie im 100-Meter-Lauf mit 12,46 s in der ersten Runde ausschied und über 200 Meter bis in das Halbfinale gelangte, in dem sie dann mit 24,90 s ausschied. 2018 erreichte sie bei den U20-Weltmeisterschaften in Tampere über 200 Meter das Halbfinale und schied dort mit 25,23 s aus. Im Jahr darauf nahm sie im 60-Meter-Lauf an den Halleneuropameisterschaften in Glasgow teil, scheiterte dort aber mit 7,54 s in der ersten Runde. Anschließend erreichte sie bei den U20-Europameisterschaften in Borås über 200 Meter das Finale, konnte ihr Rennen dort aber nicht beenden.
2019 wurde Andriukaitytė litauische Hallenmeisterin im 60-Meter-Lauf.

## Persönliche Bestzeiten
- 100 Meter: 11,69 s (+1,9 m/s), 7. August 2020 in Palanga
  - 60 Meter (Halle): 7,40 s, 20. Februar 2019 in Vilnius
- 200 Meter: 23,35 s (+0,7 m/s), 13. Juli 2018 in Tampere
  - 200 Meter (Halle): 24,47 s, 5. Januar 2018 in Panevėžys